# Notocorrhenes freyi
Notocorrhenes freyi là một loài bọ cánh cứng trong họ Cerambycidae.